# 愛錠
「愛錠」（あいじょう）は、LiSAの楽曲で、「Thrill, Risk, Heartless」に続く3作目の配信シングル。作詞はLiSA、作曲は草野華余子、編曲は江口亮が担当した。2020年8月17日にSACRA MUSICから配信された。

## 概要
表題曲は、東海テレビ放送制作・フジテレビ系のテレビドラマ『13』の主題歌となっており、LiSAがドラマ主題歌を担当するのは初となる。また、SACRA MUSICレーベルとしてアニメ作品以外での楽曲制作も初である。
LiSAは、「アニメの主題歌を担当するときは、その世界観を主題歌を歌う自分が表現するべきという責任もあるので、世界観に似合うフレーズや印象的な景色が絡んできやすい」と語る一方、ドラマは「物語に曲を添えていくような感覚」と語っている。
SNSには、
| 「    | 【愛錠】あいじょう ① 家族や親友、又は恋人と長く居るうちに、知らずとかかってしまう錠。「巡り、巡るほど絡まるー」 ② 深い情念により相手の行動を縛りつけ、時に憎しみを向ける様。「想い、想うほど絡まるー」 ③《哲》〔eternity〕永遠（永久とわと同じ） | 」 |
| —LiSA | |    |

とコメントしている。